# Miquel Brown
Pour les articles homonymes, voir Brown.
Miquel Brown (née Michael Brown le 8 février 1945) est une actrice canadienne, chanteuse de disco et soul, ancienne danseuse et réalisatrice de clips, dans les années 1970 et 1980, surtout populaire pour les chansons Close to Perfection et les chansons de Hi-NRG So Many Men - So Little Time et He's a Saint, He's a Sinner, produites à Londres par Ian Levine. Elle s'appelait à l'origine Michael, mais ses parents ont changé l'orthographe (tout en conservant la prononciation) afin de ne pas la confondre avec un producteur et auteur de livres pour enfants de l'époque (Michael Brown).
Brown est la mère de la chanteuse Sinitta et la demi-sœur d'Amii Stewart.

## Biographie

### Jeunesse et débuts
Miquel Brown est née à Montréal, au Québec, et a grandi à Vancouver, en Colombie-Britannique, au Canada. Elle a donné naissance aux jumelles Sinitta et Greta à l'âge de 14 ans,, (il y a un désaccord parce que la date de naissance de Sinitta est 1963, et non 1959). Brown est incitée à quitter l'université après avoir auditionné pour la tournée américaine de la comédie musicale Hair et obtenu le rôle de Sheila. À la fin de la tournée de Hair, elle visite l'Australie.
En 1973, elle tient le rôle principal de Decameron '73 au Roadhouse de Londres. Elle a ensuite été interviewée dans le Michael Parkinson Show. En 1975, elle apparaît dans le film Rollerball avec James Caan, ainsi que dans le rôle de Miriam dans le téléfilm Regan en 1974 pour la série Armchair Cinema sur ITV, qui était en fait le pilote de la série télévisée Reagan. Elle a également été associée pendant deux ans au groupe de chant et de danse Second Generation.
Au cours des deux années suivantes, Brown joue divers rôles dans Bubbling Brown Sugar et fait des apparitions à la télévision dans Seaside Special (le 25 juin 1977), Supersonic (le 5 mars 1977 - émission 40), The Ronnie Corbett Show, Jack Parnell's Sho, Musical Time Machine de Vince Hill, et Bring on the Girls de Bruce Forsyth.

### Carrière musicale
En 1976, elle joue le rôle de Sister Anna dans la comédie musicale Mardi Gras (dont la première a eu lieu le 18 mars au Prince of Wales Theatre, à Londres). C'est à cette occasion qu'elle est découverte et signée pour son premier disque, First Time Around. Elle rencontre alors le musicien Alan Hawkshaw (d'Emile Ford and the Checkmates, The Shadows et Love De-Luxe), qui lui fait signer un contrat pour un album. L'album Symphony of Love (1978) comprend la chanson titre, Dancin' with the Lights Down Low, This is Something New to Me, The Day They Got Disco in Brazil, Do It et Something Made of Love. Toujours en 1978, Brown apparait dans le film américain Superman, dans le rôle du huitième reporter qui ne parle pas.
À la recherche d'un nouveau producteur au début des années 1980, Brown croise le chemin de Ian Levine et de Fiachra Trench en 1983. Avec Record Shack Records, ils réalisent l'album Manpower, un album de hi-NRG. Le premier single extrait de l'album, So Many Men - So Little Time, atteint la 88e place du UK Singles Chart le 11 juin 1983, et culmine à la 2e place du Club Chart.

## Discographie

### Albums studio
- 1978 : Symphony of Love (Polydor)
- 1983 : Manpower (Disques Carrère / Record Shack)
- 1985 : Close to Perfection (Record Shack)

### Compilations
- 1991 : The Best of Miquel Brown: So Many Men, So Little Time
- 1991 : The Best of Miquel Brown
- 1996 : The Best of
- 2006 : Orgànic
- 2006 : One Hundred Percent Miquel Brown
- 2006 : Simply Miquel Brown
- 2006 : So Many Men
- 2006 : The Very Best of Miquel Brown
- 2014 : Manpower / Close to Perfection (Special Edition)